# Affaire Urba

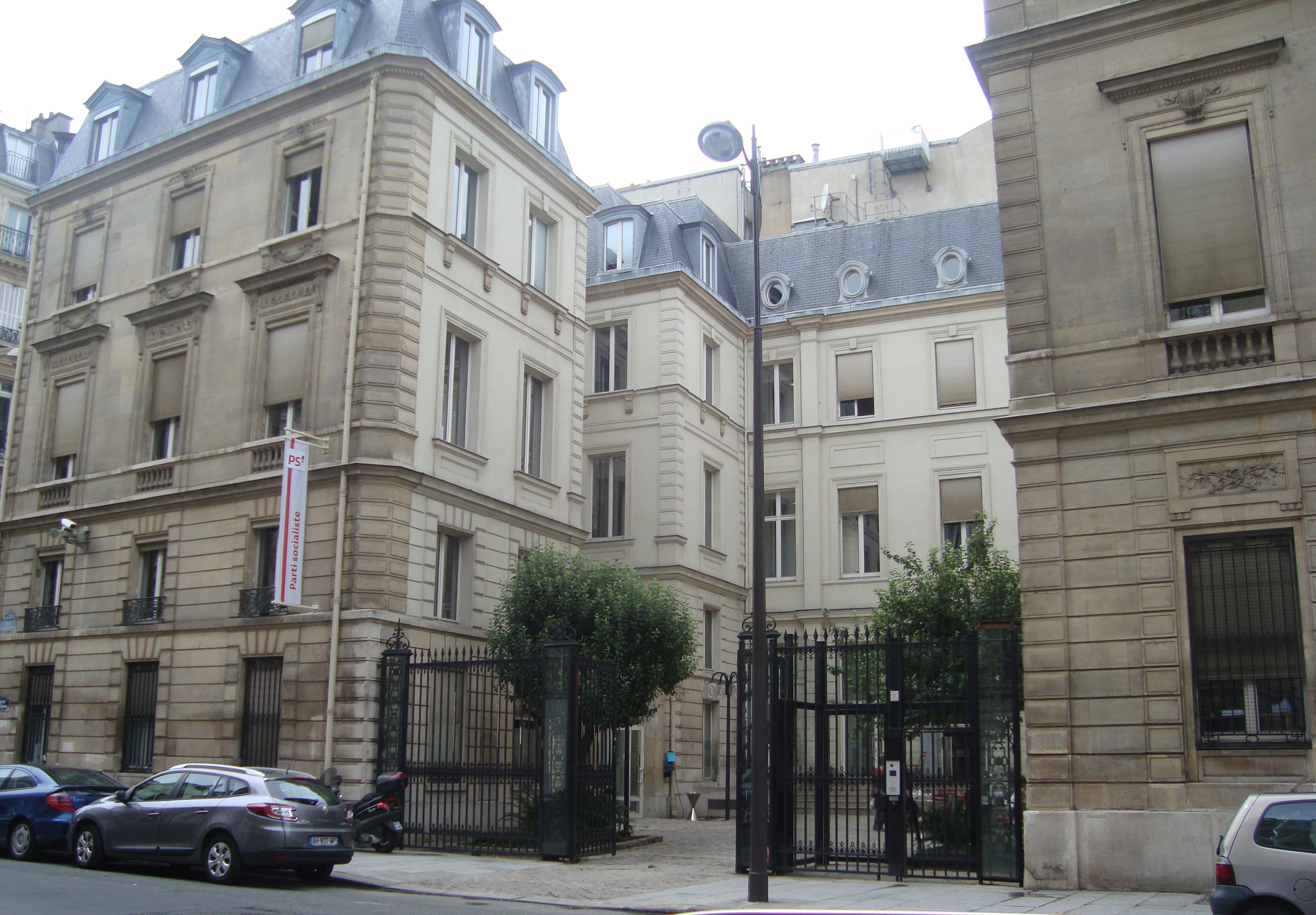
Sede storica del Partito Socialista francese, a Via Solferino 10 a Parigi (1980 - 2018).

L'affaire Urba è stato un affaire politico-giudiziario francese riguardante finanziamenti occulti al Partito Socialista in particolare dal 1987 al 1989, con un sistema durato per tutti gli anni '70 e '80.

## Antefatti
Negli anni '60 (specie con le elezioni presidenziali del 1965) emerse in Francia la consapevolezza, da parte della dirigenza francese, che la politica avesse dei costi che i semplici finanziamenti pubblici e le quote degli iscritti ai partiti non potevano coprire adeguatamente.
All'inizio degli anni '70 la direzione del Partito Socialista francese decide, quindi, di creare delle società che si incaricassero sia di centralizzare ed efficientare la raccolta di fondi dai canali convenzionali, sia di trovarne di nuovi in maniera occulta. URBA nasce nel 1973 con questi precisi scopi e ne seguiranno altre (SAGES, BLE, ecc.) nel corso degli anni.
Già nel 1988 era scoppiato l'affaire Luchaire, in cui una società francese aveva consegnato armi all'Iran arricchendo il Partito Socialista (inchiesta nata sulla scia dell'"Irangate" statunitense coevo), e ciò aveva portato il dibattito politico francese e iniziare a studiare una legge sulla trasparenza e sui limiti dei finanziamenti ai partiti, fino ad allora inesistente.

## Storia

### Le prime indagini
Lo scandalo iniziò il 17 aprile 1989 quando, durante una perquisizione nella sede dell'URBA di Marsiglia, vennero trovati dall'ispettore della polizia giudiziaria Antoine Gaudino dei taccuini di un certo Joseph Delcroix, un militante del partito che aveva annotato in essi tutti i contenuti delle riunioni dell'istituto politico. Due giorni dopo, durante una seconda ispezione, la segretaria di Gérard Monate (A.D. di URBA dal 1984) ammise che costui le chiese di nascondere a casa sua la contabilità dell'istituto e che la vicenda sarebbe stata risolta addirittura da un ministro o dal presidente del consiglio.
Nel gennaio 1991, in un'inchiesta riguardante un incidente dell'anno prima (13 luglio 1990) di una costruzione a Le Mans in cui due dipendenti persero la vita, emerse che diverse società (tra cui soprattutto l'URBA) percepivano provvigioni da società desiderose di ottenere appalti pubblici e le restituivano al Partito Socialista. Venne quindi aperta un'indagine contro ignoti per diversi reati.

### La pubblicizzazione del sistema illecito
L'ispettore Antoine Gaudino decise nel frattempo di scrivere un libro, L’Enquête impossible ("L'inchiesta impossibile"), in cui chiamò in causa non solo sei membri del Partito Socialista e alcuni suoi dirigenti vicini, ma anche altre società (come la SORMAE) e sette politici di destra, oltre a Monate stesso. Gaudino non era nuovo a inchieste del genere, poiché si era già occupato di illegalità avvenute anche nel proprio corpo di polizia, venendo ostacolato e trasferito ad altro dipartimento. Per la pubblicazione di questo libro nel 1990, Gaudino sarebbe stato licenziato dalla polizia l'anno dopo.

### L'amnistia
Nonostante gli ostacoli frapposti dal governo francese, le indagini andarono avanti e l'esecutivo arrivò a considerare l'amnistia come l'unica contromisura efficace: una legge per la "moralizzazione" della politica era già stata presentata nell'autunno 1989, ma le soffiate alla stampa fecero perdere il potere di iniziativa ai relatori, all'inizio. A fine dicembre l'Assemblea Nazionale (a maggioranza del PS) approvò, in una seduta di sera tardi, un testo contenente un'amnistia per tutti i reati di finanziamento ai partiti commessi entro il 15 giugno 1989. Di fronte alle proteste della stampa, si tentò ancora di parlare di legge per la moralizzazione della politica, ma intanto lo stato maggiore del PS scampò al processo in quel frangente.

### L'azione (1991-'92)
Il giudice istruttore Thierry Jean-Pierre nel frattempo ampliò la conoscenza delle ramificazioni della società URBA e il 6 aprile 1991 arrestò Christian Giraudon, ex manager di URBA per i Paesi della Loira, che gli rivelò di aver avvertito l'ex a.d. di URBA, Gérard Monate. Decise di andare a Parigi senza aspettare il lunedì 8 aprile, tentando invano di perquisire la casa di Monate prima di andare a farlo nei locali dell'URBA.
Così, domenica 7 aprile 1991, con due testimoni da lui richiesti, tra cui l'avvocato Denis Langlois, perquisirono i locali parigini di URBA-Gracco, che gli valsero l'immediata rimozione dal caso su istruzione di Henri Nallet, Ministro della Giustizia. Dismissione che non gli sarebbe stata notificata ufficialmente fino a quando non avrebbe lasciato i locali dell'URBA da parte di un magistrato parigino affiancato da Yves Baudelot (avvocato del PS), che non esitò a spingere il magistrato per cercare di sequestrare le scatole di documenti appena confiscati.
Il ministro della giustizia Nallet, ex tesoriere della campagna presidenziale del 1988, definì la perquisizione avvenuta da parte di una "squadra selvaggia" e il vice Kiejman parlò di "furto giudiziario". Per questo il procuratore di Le Mans, Yves Bot, fu chiamato a interpellare la camera d'accusa della corte d'appello di Angers affinché annullasse il sequestro del giudice e quindi l'intero procedimento. Il giudice istruttore Jean-Pierre confidò lì per lì: “Il 1981 ha segnato per me l'arrivo di un'etica, di una certa moralità. […] Per questo eleggiamo la sinistra. E quando vedi cosa è diventata dieci anni dopo, è vero che ti rende molto, molto amareggiato."
Ma il 19 aprile 1991 la magistratura a sorpresa di tutti decise, però, che l'intera indagine si fosse svolta secondo le norme legislative e, dopo vari ricorsi e la definitiva conferma della Cassazione francese, a fine dicembre 1991 il giudice Renaud Van Ruymbeke riprese il caso.
Vennero così effettuate ulteriori perquisizioni e indagini a Le Mans, a Sarthe e in altri posti (e aumentando il numero degli indagati e dei sospettati), fino a giungere nel 1992 a perquisire la sede centrale del Partito Socialista a Parigi. La vicenda iniziò quindi a interessare i piani alti del partito e il 14 settembre 1992 venne inquisito Henri Emmanuelli, tesoriere del PS.
Si venne a scoprire che vi era un sistema di ripartizione dei fondi occulti: delle tangenti pagate dalle aziende per ottenere appalti pubblici, le società trattenevano il 40% per sé e versavano il restante 60% a metà per le direzioni locali del PS e l'altra metà alla direzione centrale. Emmanuelli sarebbe diventato il principale incolpato di fronte all'opinione pubblica del tutto.

## Conseguenze
L'affaire Urba e quello Luchaire fecero emergere la mancanza in Francia di una legislazione adeguata per combattere il fenomeno della corruzione e concussione in politica, nonché dei finanziamenti illeciti ai partiti.
A gennaio 1990 verrà promulgata la prima legge sulla trasparenza e sui limiti ai finanziamenti dei partiti (la cosiddetta "Loi Rocard"). Nel gennaio 1993 venne promulgata la "Loi Sapin", un'ulteriore legge sul finanziamento pubblico ai partiti.
La società URBA sarebbe stata liquidata sul finire degli anni '90. Furono avanzate ipotesi che i finanziamenti occulti fossero serviti non solo per le attività del partito, ma anche per arricchirsi personalmente, ma ciò non fu provato.

### Le sentenze
Le sentenze furono emesse nel 1997-'98:
- Gérard Monate (ex AD di URBA) - condannato
- Henri Emmanuelli (ex tesoriere del Partito Socialista, o PS) - condannato a 18 mesi con pena sospesa[5]
- Janine Écochard (deputata del PS) - condannata
- Michel Pezet (deputato e multi-incaricato del PS) - condannato
- Philippe Sanmarco (deputato del PS) - condannato
- André Laignel (membro del PS, Ministro delle Città dal 1991 al 1993 e sindaco di Issoudun dal 1977) - assolto
- Jean-Claude Boulard (storico membro del PS) - assolto

Coloro che hanno beneficiato dell'amnistia sono rimasti anonimi.